# 中沢臨川

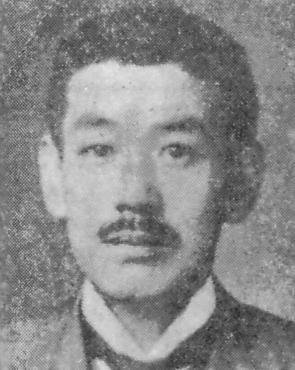
中沢臨川

中沢 臨川（なかざわ りんせん、1878年（明治11年）10月28日 - 1920年（大正9年）8月9日）は、日本の文芸評論家、電気工学者。本名は重雄。

## 経歴
長野県伊那郡大草村（現・中川村）出身。生家である塩沢家は養命酒の製造元であり、地元の名家であった。旧制松本中学（現・長野県松本深志高等学校）に入学し、2年上の窪田空穂（後に歌人）、1年下の吉江喬松（後に作家）らの影響で文学に興味を持つようになる。中学卒業後、第二高等学校（現・東北大学）に入学。ここで次第に西洋文学に興味を持つようになり、特にヴィクトル・ユーゴーの『レ・ミゼラブル』に熱中した。1899年（明治32年）、南安曇郡梓村の中沢良作の養嗣子に入ると同時に結婚し、中沢姓となる。
1901年（明治34年）、上京し、東京帝国大学工科大学（現・東京大学工学部）に入学。専攻は電気学であったが、文芸に対する熱が冷めたわけではなく、翌年には窪田、吉江、小山内薫らと同人誌『やまびこ』を創刊する。これがきっかけで、国木田独歩らと親しくなった。
大学卒業後、東京電気鉄道会社（都電の前身の一つ）や京浜電気鉄道会社（現・京浜急行電鉄）などで技師として働きながら、1905年（明治38年）、初の作品集である『鬢華集』を出版。以後も文芸評論や翻訳の発表を続ける。
京浜電鉄の社員としては、1909年（明治42年）、羽田運動場の建設に大きく関わった。1911年（明治44年）には同運動場で開かれた国際オリムピック大会選手予選会のマラソン競技のコースを参謀本部の地形図を使って精密に測定した。ただし悪天候の中、3人も世界新記録をマークしたため誤測を疑われ、即座に否定している。
1912年（大正元年）、トルストイ論が掲載されたことをきっかけに、『中央公論』で多く評論を発表するようになる。特に1914年（大正3年）から1916年（大正5年）にかけては文芸時評欄を担当した。
1916年には長野へ帰り、会社経営をしながら文芸活動を続ける。この頃には、唯一の小説作品である「嵐の前」も発表した。
1919年（大正8年）ごろから健康を害し、1920年（大正9年）8月9日、咽頭結核により死去。

## 人物
- 押川春浪を中心としたスポーツ社交団体「天狗倶楽部」のナンバー2的な存在であった。
- 酔うと「馬鹿野郎!」という言葉を連発する癖があった。国木田独歩はこれを聞く度に、「そら、中沢の都々逸がはじまった」と言ってにこにこしていたという[2]。
- 大の犬好きで、家には常に2-3頭の犬を飼っていた。
- 病気のためもあってか、晩年は性格が暗くなっていた。中央公論編集者の木佐木勝は、1920年（大正9年）に中沢を訪ねた時、中沢の知人が成功した話をすると中沢の表情が曇り、後にその人物が失脚した話をすると表情が明るくなった、ということがあったと語っている[3]。

## 著作・翻訳
- 鬢華集
- 電気磁気計算法
- 自然主義汎論
- 露西亜印象記（ゲーオア・ブランデス著）

## 親族
- 弟 塩沢幸一（海軍大将）